# Txúkhloma
Txúkhloma - Чухлома (rus) - és una ciutat de l'óblast de Kostromà, a Rússia.

## Història
Txúkhloma és mencionada per primer cop en una crònica del 1381. Fou destruïda durant el període tumultuós d'interregnes, al començament del segle xvii. Aconseguí l'estatus de ciutat el 1778.